# Brovst
Brovst város a dániai Észak-Jyllandban. 2007. január 1-ig a korábbi Brovst önkormányzat székhelye volt.

## Fekvése
Brovst Jammerbugt községben található, Fjerritslevtől 16 km-rel keletre,  Aabybrotól 14 km-rel délnyugatra, valamint Ny Skovsgård és Skovsgård falvaktól 2 km-rel keletre és északkeletre fekszik.

## Története
Brovst nevét az írásos forrásokban 1458-ban említik először Brosth néven. 
Brovstban 1897-ben épült meg a vasútállomás, mely a vasút története során a Fjerritslev-Nørresundby vasútvonal megállója volt. A vasútvonalat 1969-ben leállították, ekkor a brovsti pályaudvart is bezárták.

## Itt születtek, itt éltek
- Hans Nielsen (1959) világbajnok dán salakmotor-versenyző.
- Ane Halsboe-Jørgensen (1983) politikus, a Folketing tagja.
- Nicolaj Ritter (1992) labdarúgó.